# Pisidie
Pour les bivalves d'eau douce, voir Pisidium.
Entités suivantes :
- Thème des Anatoliques

La Pisidie est une région historique de l'Asie Mineure, caractérisée par de grands lacs et située dans l'actuelle Turquie, entre les régions antiques de Phrygie au Nord, d'Isaurie à l'Est, de Pamphylie au Sud-Est, de Lycie au sud, de Carie au Sud-Ouest et de Lydie au Nord-Ouest. Ses limites exactes ont en revanche évolué selon les époques et les gouvernements.

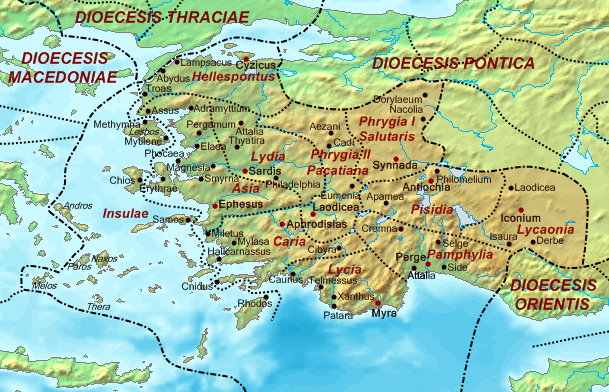
Diocèse d'Asie vers 400
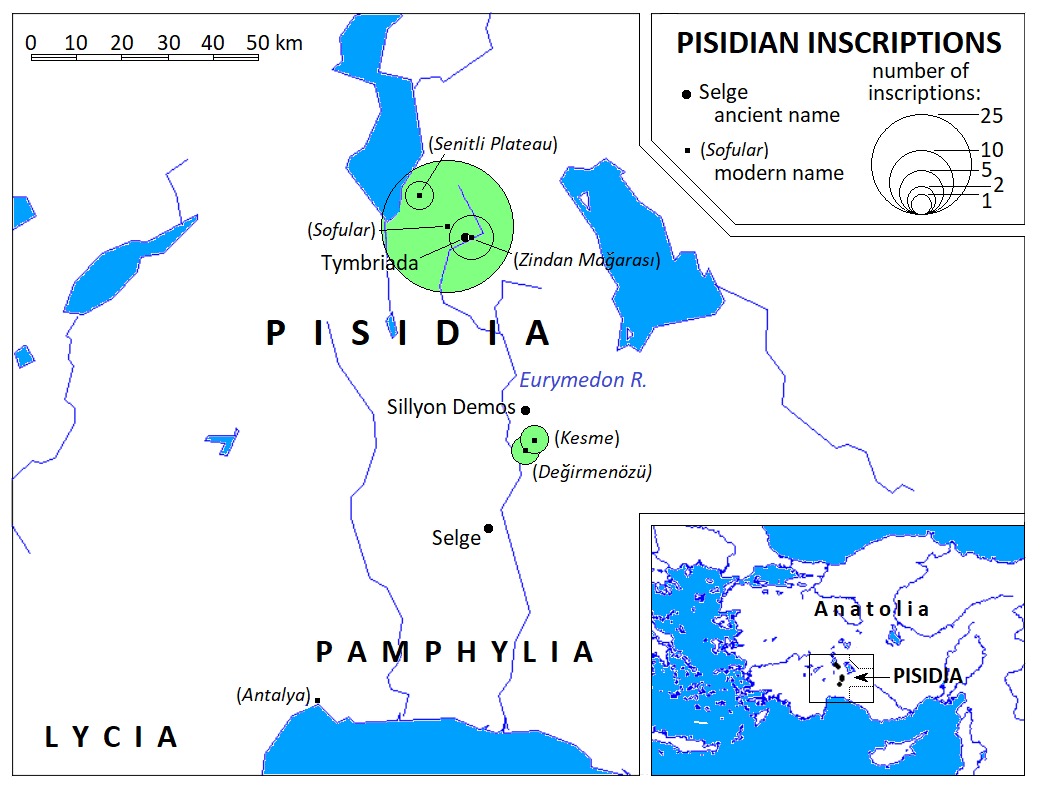
Carte des inscriptions pisidiennes
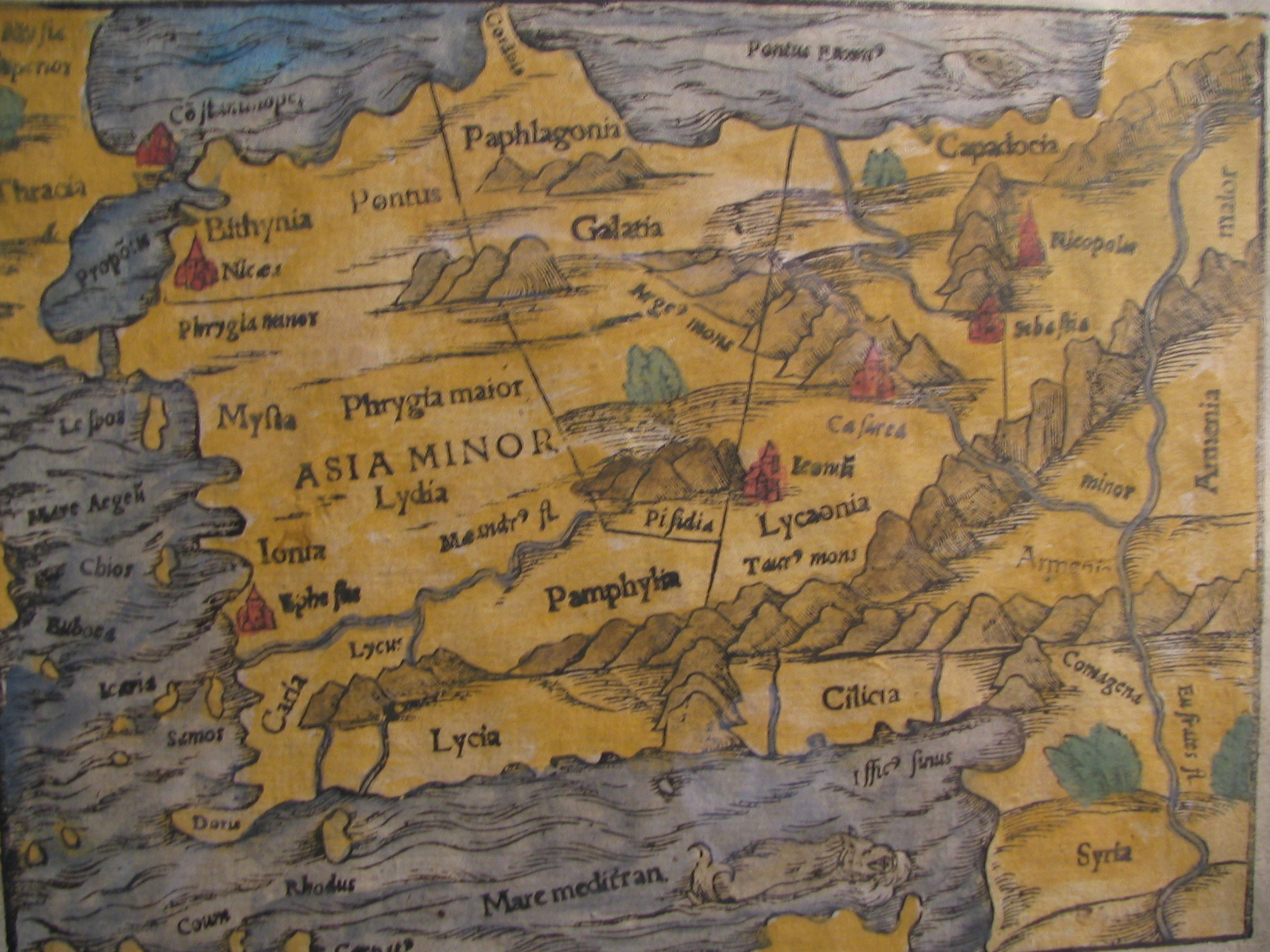
Carte du 15ème s.

## Géographie
Le pays est morcelé en cuvettes où se sont formés les lacs de Burdur, d'Eğirdir et de Beyşehir.
À l'époque du géographe Artémidore, au début du Ier siècle av. J.-C., la Pisidie compte quinze villes : Adada, Amblada, Anabura, Antioche, Apollonias, Carassos, Cremna, Isinda, Petnelissos, Pittyassos, Sagalassos, Selge, Tarabassos, Termessos et Tymbriada.

## Histoire
Les Pisidiens, montagnards réputés belliqueux et pillards, se maintiennent longtemps indépendants, même durant la période de l'Empire perse dont ils sont parfois alliés contre la Grèce. En 404 av. J.-C., c'est au prétexte de les combattre que Cyrus le Jeune mène les Dix-Mille vers Babylone. La région est ensuite conquise par les Macédoniens d'Alexandre le Grand.
En 130 av. J.-C., les Romains prennent le contrôle de la Pisidie durant leur conquête de l'Asie Mineure. La Pisidie reste toutefois difficile à gouverner et Rome laisse des rois alliés à la tête de cette région.
A la fin du Ier siècle av. J.-C., les villes d’Antioche de Pisidie et d’Apollonias de Pisidie sont comprises dans le territoire du roi de Galatie Amyntas. Ce roi — allié du Romain Marc Antoine — lutte alors contre les Ciliciens et les Pisidiens qui lancent périodiquement des incursions en Lycaonie et en Phrygie depuis les Monts Taurus. Il s’empare même de Cremna, l’une de leurs forteresses mais finit par être tué en 25 av. J.-C. alors qu'il mène campagne contre les Homanades, un peuple de Cilicie. La Pisidie est alors intégrée dans la province romaine de Galatie.
Au dernier siècle avant notre ère et lors des premiers siècles de notre ère, la Pisidie et les Pisidiens sont influencés et influencent les cultures grecque et romaine locales, par exemple par l'entremêlement de cultes, comme Héraclès avec le dieu anatolien Kakasbos. Paul de Tarse y introduit le christianisme dès la première moitié du Ier siècle en prêchant notamment à Antioche de Pisidie. La Pisidie devient un important centre chrétien primitif.
D'abord jointe à la Pamphylie, la Pisidie en fut séparée au IVe siècle pour former deux provinces distinctes du diocèse d'Asie. Sous la domination romaine, la région finit par s'helléniser. La région est intégrée au thème byzantin des Anatoliques.
En 1176 de notre ère, le territoire correspondant à l'ancienne Pisidie est conquis par le Sultanat seldjoukide de Roum.